# Chirurgové (soundtrack)
Grey's Anatomy Original Soundtrack je celkem třídiskové soundtrackové album k televiznímu seriálu Chirurgové (Grey's Anatomy). Třetí disk byl zveřejněn 11. září 2007.

## Seznam písní CD 1
Datum vydání: 27. září 2005
1. The Postal Service "Such Great Heights"
2. Róisín Murphy "Ruby Blue"
3. Maria Taylor "Song Beneath the Song"
4. Tegan and Sara "Where Does the Good Go?"
5. Mike Doughty "Looking at the World from the Bottom of a Well"
6. Get Set Go "Wait"
7. The Eames Era "Could be Anything"
8. Rilo Kiley "Portions for Foxes"
9. Joe Purdy "The City"
10. Medeski, Martin & Wood "End of the World Party"
11. Ben Lee "Catch My Disease" (Live)
12. The Ditty Bops "There's a Girl"
13. The Radio "Whatever Gets You Through Today"
14. Inara George "Fools in Love"
15. Psapp "Cosy in the Rocket"

## Seznam písní CD 2
Datum vydání: 12. září 2006
1. The Fray "How to Save a Life"
2. Moonbabies "War on Sound"
3. Jim Noir "I Me You"
4. Ursula 1000 "Kaboom!"
5. Anya Marina "Miss Halfway"
6. Jamie Lidell "Multiply"
7. KT Tunstall "Universe & U" [Acoustic Extravaganza Version]
8. Metric "Monster Hospital"
9. Gomez "How We Operate [Radio Edit]"
10. Kate Havnevik "Grace"
11. The Chalets "Sexy Mistake"
12. Gran Bel Fisher "Bound by Love"
13. Get Set Go "I Hate Everyone [Clean Version]"
14. Foy Vance "Homebird"
15. Snow Patrol "Chasing Cars [Acoustic Version]"

## Seznam písní CD 3
Datum vydání: 11. září 2007
1. Peter, Bjorn & John "Young Folks"
2. the bird and the bee "Again & Again"
3. The Jealous Girlfriends "Something in the Water"
4. Feist "Sealion"
5. Bill Ricchini "A Cold Wind Will Blow Through Your Door"
6. Grace Potter & The Nocturnals "Falling Or Flying"
7. Koop "Come To Me"
8. Jesus Jackson "Running On Sunshine"
9. Robert Randolph & the Family Band "Ain't Nothing Wrong With That"
10. Paolo Nutini "Million Faces"
11. Mat Kearney "Breathe In Breathe Out"
12. Gomez "Moon and Sun"
13. John Legend "Sun Comes Up"
14. Ingrid Michaelson "Keep Breathing"
15. Brandi Carlile "The Story"